# Тагіг
Тагіг (тагал. Lungsod ng Taguig) — високоурбанізоване місто 1-го класу в Національному столичному регіоні Філіппін. За даними перепису 2020 року у ньому проживало 886 722 осіб. Розташоване на західному узбережжі Лагуна-де-Бей, місто відоме Боніфачо-Глобал-Сіті, одним із провідних фінансових центрів Філіппін. Спочатку рибальське село під час іспанського та американського колоніальних періодів, воно пережило швидке зростання, коли колишні військові резервації були перетворені Управлінням з реконструкції та розвитку баз (BCDA) у заплановані спільноти змішаного використання. Тагіг став високоурбанізованим містом після прийняття республіканського закону № 8487 у 2004 році.

## Географія
Тагіг розташований на західному березі Лагуна-де-Бей, найбільшого озера на Філіппінах. Річка Тагіг, притока річки Пасіг, протікає через північну половину міста, тоді як річка Напіндан, інша притока Пасіга, утворює природний кордон між Тагігом у Пасігу. Відносно невелика територія міста під назвою Ібайо Напіндан розташована на північ від річки, примикаючи до спірних територій між Пасіг, Тагіг і Тайтай у провінції Різал. Площа міста становить 53,67 км².

### Клімат
Клімат Тагіга характеризується двома типами сезону: сухий сезон з листопада по квітень і вологий сезон з травня по жовтень. Опади розподіляються менш рівномірно.

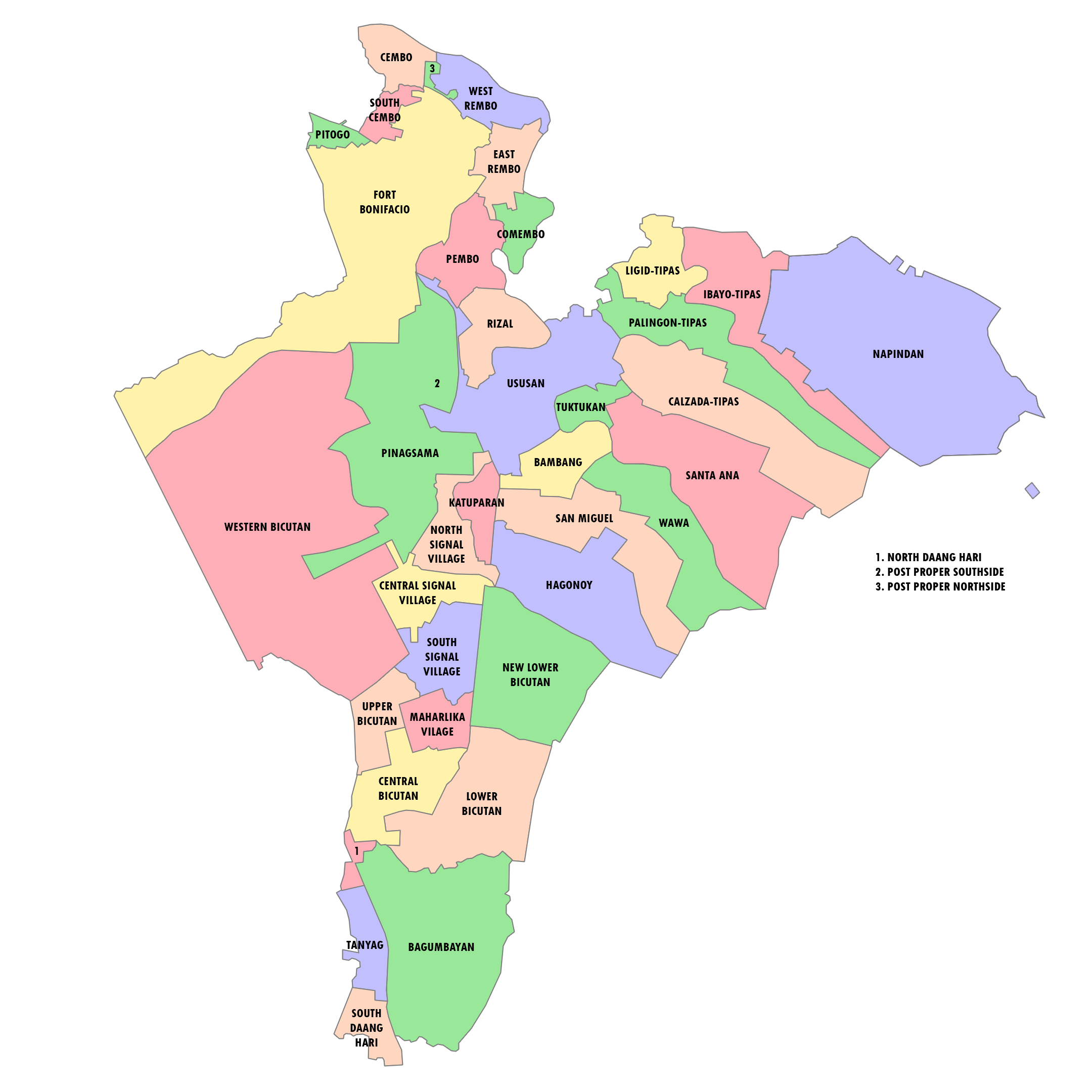
Розподіл Тагіга на барангаї

## Демографія
Згідно з переписом 2020 року, населення міста становило 886 722 осіб, що робить його сьомим за чисельністю населення містом на Філіппінах і четвертим за чисельністю населення містом на Лусоні. У 2023 році рішенням Верховного суду до Тагіга приєднано 10 барангаїв від сусіднього міста Макаті.

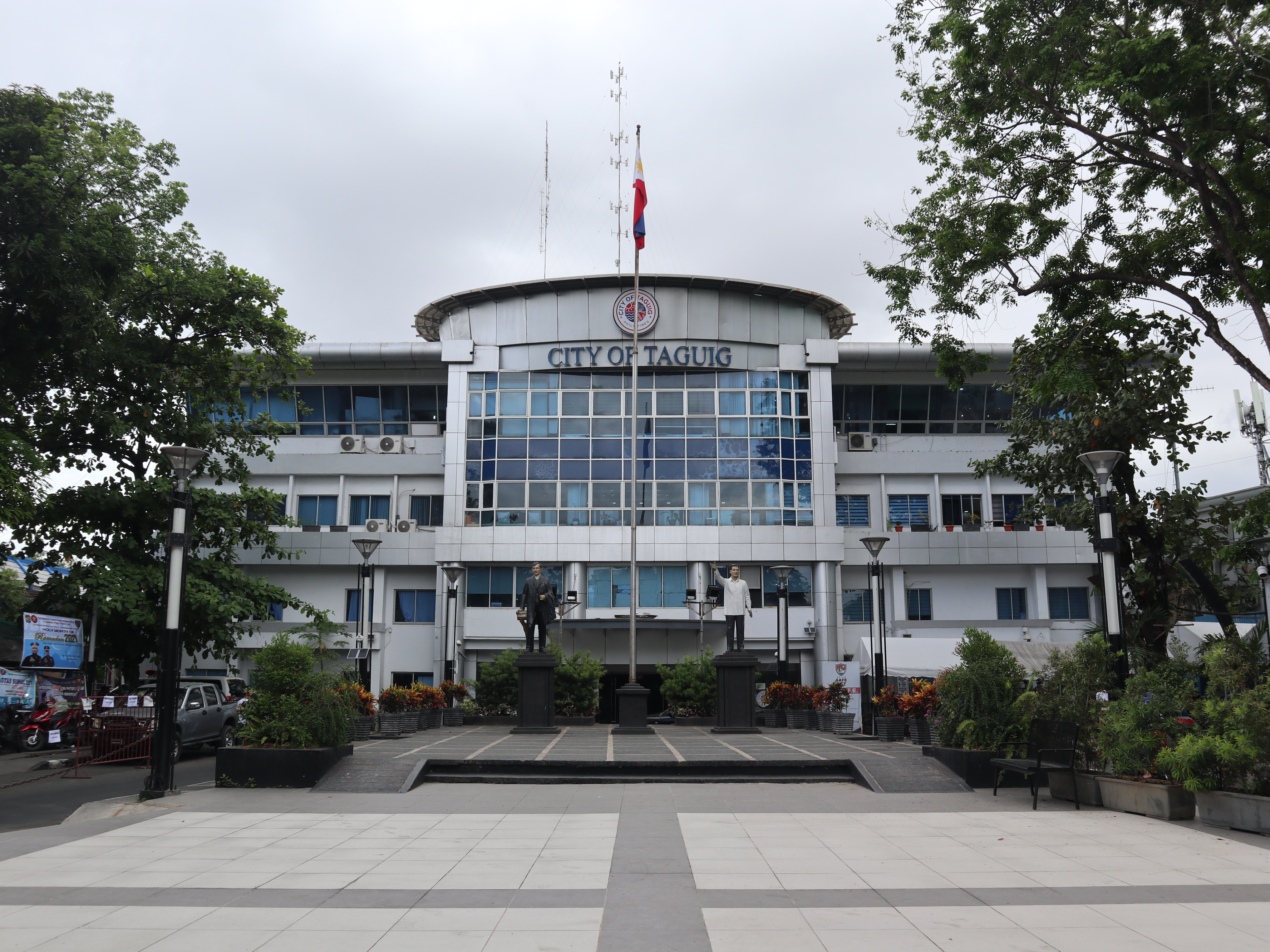
Мерія

## Місцевий уряд
Як і інші міста на Філіппінах, Тагіг управляється мером і віце-мером, які обираються на три роки. Мер є виконавчим головою та керує міськими департаментами у виконанні міських розпоряджень та покращенні комунальних послуг. Міський голова обмежений трьома строками поспіль, загальною тривалістю дев’ять років, хоча мер може бути обраний знову після перерви на один термін.

## Освіта
Місто Тагіг є домом для кількох престижних міжнародних шкіл, які пропонують міжнародна освіта для мешканців метро Маніли, таких як Британська школа Маніла, Академія Евересту в Манілі, Міжнародна школа Маніла, і Японська школа в Манілі, які всі знаходяться в університетському парку Боніфаціо Глобал Сіті. Китайська міжнародна школа Маніла, Ендерунські коледжі, і Корейська міжнародна школа Філіппіни знаходяться в сусідньому районі Мак-Кінлі-Хілл, тоді як Школа маяків знаходиться вздовж сусіднього Проспект Чіно Росес.
Міський університет Тагіг є головним університетом, яким керує місто. Створений у 2004 році згідно з Постановою № 29, серія 2004 р. (Введена в дію 6 вересня 2004 р., Муніципальне уряд міста Тагіг. Головний кампус університету розташований у приміщенні Ратуші міста Тагіг.
Два провідних державних університети також знаходяться в Тагігу Політехнічний університет Філіппін, і Технологічний університет Філіппін. Обидва університети знаходяться в межах міста в Центральному Бікутані та Західному Бікутані.